# Untuosidad
Untuosidad es la propiedad que tienen los líquidos de adherirse a la superficie de los cuerpos sólidos. Se puede considerar su naturaleza debida a las fuerzas de Van der Waals, la tensión superficial y las fuerzas electromagnéticas de los constituyentes del líquido y los electrones de superficie de los sólidos "mojados" por adhesión del líquido. 
Cuando entre dos superficies de sólidos es intercalada una película líquida se produce una fuerza de adhesión superficial. La fuerza que consigue la separación de los sólidos, por la ruptura de la columna hidrodinámica que forma el líquido, por unidad de superficie, es la medida de cuantificación de la untuosidad. Se mide en unidades de presión: N×m-2.
Antes de producirse la ruptura de la columna hidrodinámica, aparecen unos efectos de tensión de amortiguación producidos por las fuerzas de atracción (Van der Waals y tensión superficial) y la repulsión electrostática (electromagnéticas), al final, superadas por la acción exterior que supera el límite de ruptura de la columna.